# Giovanbattista Pellegrini
Giovanbattista Pellegrini (Venezia, 10 gennaio 1913 – ...) è stato un cestista italiano.

## Carriera
Con la Nazionale ha preso parte agli Europei 1939. In totale ha disputato 8 incontri in maglia azzurra, realizzando 17 punti.